# Ruellia pittieri
Ruellia pittieri är en akantusväxtart som beskrevs av Gustav Lindau. Ruellia pittieri ingår i släktet Ruellia och familjen akantusväxter. Inga underarter finns listade i Catalogue of Life.